# Frantschach-Sankt Gertraud
Frantschach-Sankt Gertraud è un comune austriaco di 2 661 abitanti nel distretto di Wolfsberg, in Carinzia; ha lo status di comune mercato (Marktgemeinde). Tra il 1954 e il 1963 ha inglobato i comuni soppressi di Gösel, Kamp e Wölch; tra il 1973 e il 1991 era stato accorpato alla città di Wolfsberg. Capoluogo comunale è Sankt Gertraud.